# Luoitekjaure
Luoitekjaure är en sjö i Kiruna kommun i Lappland och ingår i Kalixälvens huvudavrinningsområde. Sjön har en area på 0,104 kvadratkilometer och ligger 822 meter över havet. Sjön avvattnas av vattendraget Akkarjåkka.

## Delavrinningsområde
Luoitekjaure ingår i det delavrinningsområde (753437-165272) som SMHI kallar för Mynnar i Paittasjärvi. Medelhöjden är 800 meter över havet och ytan är 20,82 kvadratkilometer. Det finns inga avrinningsområden uppströms utan avrinningsområdet är högsta punkten. Akkarjåkka som avvattnar avrinningsområdet har biflödesordning 3, vilket innebär att vattnet flödar genom totalt 3 vattendrag innan det når havet efter 366 kilometer. Avrinningsområdet består mestadels av skog (14 procent) och kalfjäll (85 procent). Avrinningsområdet har 0,1 kvadratkilometer vattenytor vilket ger det en sjöprocent på 0,5 procent.